# プリンシペ島
プリンシペ島（プリンシペとう）は、アフリカ大陸西海岸沖、大西洋上に位置する島の1つである。孤島ではなく、周辺にも島々が点在している。

## 地理
プリンシペ島はカメルーン火山列の一部であり、火山島として形成された。面積は136 km2ほどの島で、島内の最高峰は標高942 mのピコ・デ・プリンシペ山である。サントメ・プリンシペ領であり、首都が置かれているサントメ島の北北東にある。なお、サントメ・プリンシペ領には、プリンシペ島の沖合いにあるペドロ・ダ・ガレ島、ボンボン島やカロス島、ペドラス・ティンボラス諸島（ティホサ・ベケラ島、ティホサ・グランデ島、イルマン・グランデ島）などの無人島も含まれている。
北半分は緩やかな地形に対し、南半分には高い山脈がそびえ、西アフリカの原生熱帯林が多く残っている。島内と周辺の海域は生物多様性に富んでいるため、2012年に周辺の島々と共に生物圏保護区に指定された。

## 居住地
プリンシペ島の人口は約5000人で、中心地及び州都はサント・アントニオである。島内にはサント・アントニオの町と、9つの村ベラ・ヴィスタ、ボンボン、フツロ、ネーヴィス・フェレイラ、パジェンジャ、ポンタ・フォンテ、リベイラ・アイズ、サント・アントニオ・デ・ユーレカ、ヴィラ・ローザがあり、これらは小規模な道路網で連絡されている。なお、サント・アントニオから北へ3 kmの場所にはプリンシペ空港が設置されている。

## 産業
2009年時点において、サントメ・プリンシペはカカオ豆が主要な輸出品であり、同国の経済はカカオ豆の輸出に依存している。プリンシペ島でもカカオのプランテーションが行われている。ただ、カカオは乾燥に弱いために旱魃があれば収量が落ちる上に、カカオ豆が入ったカカオの実は強風で落下しやすいなど、そもそもカカオ栽培には不安定な側面が存在する。そして2009年現在のサントメ・プリンシペは、いわゆるモノカルチャー経済であり、経済基盤は不安定である。

## 歴史
かつては無人島だったが、1470年にサントメ島と共にポルトガル人が上陸した。そして、1522年にポルトガルの植民地にされた。1951年に形式上はポルトガル本国と同等の立場とされたポルトガルの海外州になったものの、徐々に独立運動が盛んになっていった。結局、1975年にサントメ島などと共に、サントメ・プリンシペ民主共和国としてポルトガルから独立した。1995年4月28日にプリンシペ島は、自治州になった。
なお、1919年5月29日には、イギリスの天文学者であるアーサー・エディントンがこの島で皆既日食を観測し、太陽による重力レンズの効果を確認したことで、アルベルト・アインシュタインが提唱した一般相対性理論が正しいと結論付けた。

## 姉妹都市
プリンシペ島は ポルトガルのファロと姉妹都市である。